# Eupithecia herefordaria
Eupithecia herefordaria, conocida en inglés como la polilla de Hereford, es una especie de polilla de la familia Geometridae. La especie fue descrita por primera vez por Cassino y Swett habiendo sido descrita en 1923, con distribución en los estados de Kentucky, el Condado de Cochise, Arizona y el sur de Nuevo México Estados Unidos. El holotipo de la especie fue descrita en los alrededores de Hereford, de ahí su nombre.
E. herefordaria es una especie de primavera poco conocida, el cuerpo es gris oscuro con palpos largos.